# Iglesia católica en Zambia

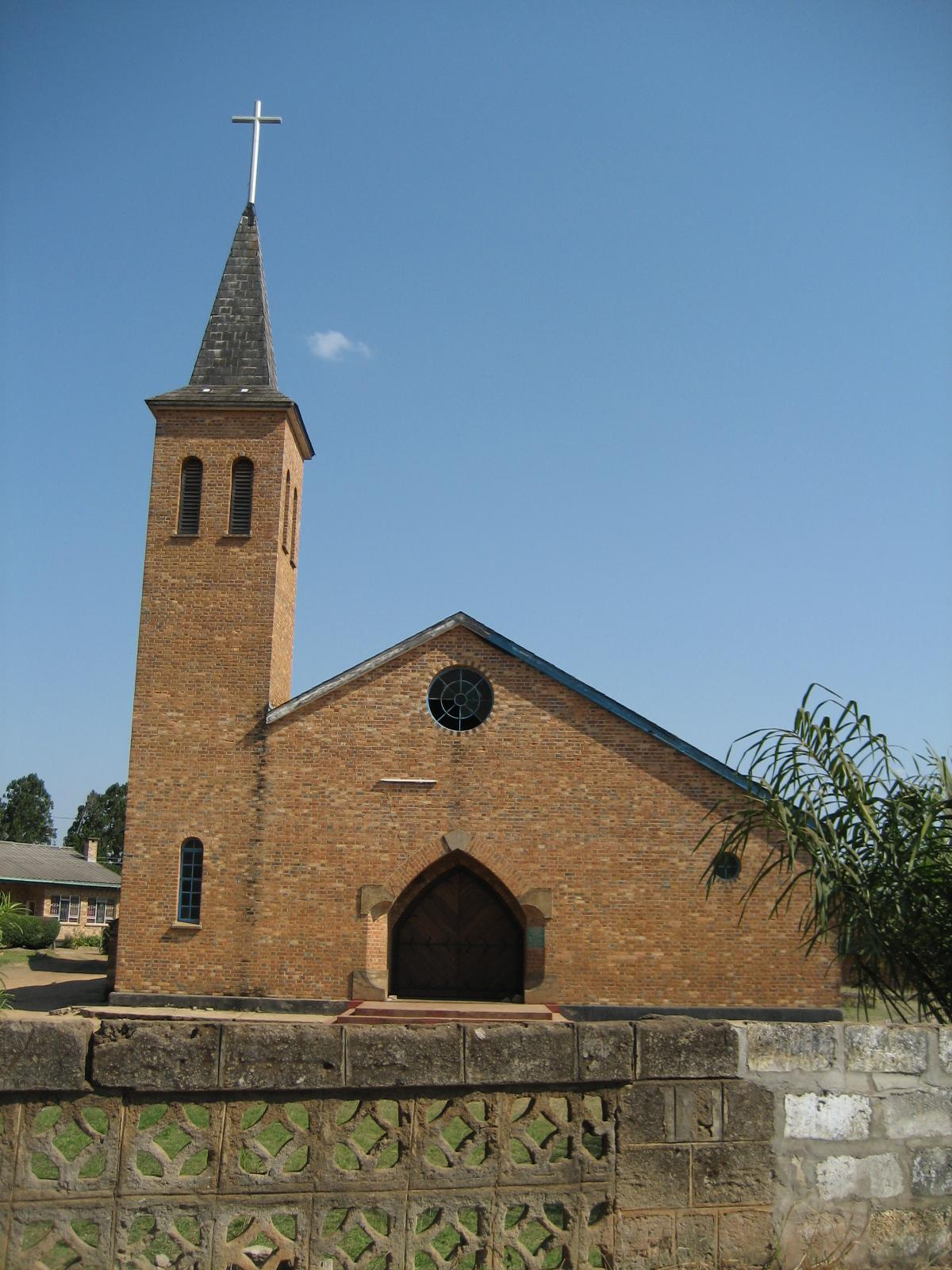
Catedral católica de Mansa

La Iglesia católica está presente en Zambia, donde, según el censo de 2010, el 75,3% de los zambianos eran protestantes y el 20,2% eran cristianos de otras denominaciones (principalmente católicos ); esto equivalía a más de tres millones de católicos en el país.  
Las cifras de 2020 sugieren que el 85% del país proviene de un ambiente cristiano, el 34% seguía el protestantismo y el 32% el catolicismo.  Otras cifras señalan que hay casi 1.000 sacerdotes y más de 2.000 que sirven en casi 400 parroquias. 

## Historia
Los primeros misioneros que llegaron a Zambia fueron los dominicos portugueses en 1730.  Posteriormente, los primeros jesuitas del país cruzaron el río Zambeze cerca de las Cataratas Victoria en 1879. Se establecieron misiones jesuitas entre los Tonga en 1902 y en Broken Hill en 1927. Los Padres Blancos, que entraron desde el norte en 1891, tuvieron mayor éxito en lo que hoy es la Provincia del Norte y Luapula. Los franciscanos italianos proporcionaron establecimientos católicos permanentes en Copperbelt en 1931. En mayo de 1959, Lusaka se convirtió en diócesis y más tarde Kasama también lo fue. Algunos medios de comunicación, como Radio Icengelo y National Mirror, están vinculados a la iglesia, que ha defendido las cuestiones de justicia social y el movimiento prodemocracia de los años 1980. 

## Diócesis
En 2023, había 2 arquidiócesis y 9 diócesis en Zambia 
- Kasama
  - Mansa
  - Mika
- Lusaka
  - Chipata
  - Kabwe
  - Livingstone
  - Mongu
  - Monzé
  - Ndola
  - Solwezi